# Trzebisławki
Trzebisławki [pronunciación en polaco: /tʂɛbiˈswafki/] (en alemán: Trebisheim) es un pueblo ubicado en el distrito administrativo de Gmina Środa Wielkopolska, dentro del Distrito de Środa Wielkopolska, Voivodato de Gran Polonia, en el oeste de Polonia central. Se encuentra aproximadamente a 11 kilómetros al oeste de Środa Wielkopolska y a 23 kilómetros al sureste de la capital regional Poznań.